# Dialecto aukstaitiano
El Aukstaitiano (Aukštaičių tarmė) es uno de los dialectos del idioma lituano, hablada en las regiones etnográficas de Aukštaitija, Dzūkija y Suvalkija. Se convirtió en la base del idioma lituano estándar.

## Clasificación

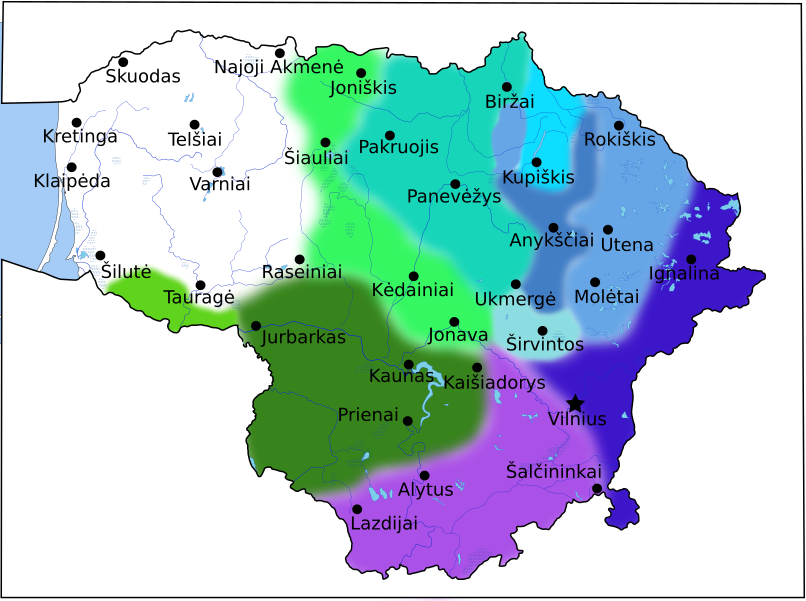
Mapa de los subdialectos del dialecto aukstaitiano (Zinkevičius y Girdenis, 1965).
Aukštaitiano occidental
Subdialecto de Šiauliai
Subdialecto de Kaunas
Subdialecto de la Región de Klaipėda
Aukštaitiano oriental
Subdialecto de Panevėžys
Subdialecto de Širvintos
Subdialecto de Anykščiai
Subdialecto de Kupiškis
Subdialecto de Utena
Subdialecto de Vilnius
Aukštaitiano
meridional
Subdialecto del aukštaitiano
meridional o dzūkiano

Clasificación revisada de los dialectos, propuesta en 1965 por los lingüistas Zigmas Zinkevičius y Aleksas Girdenis, divide el dialecto aukstaitiano en tres subdialectos basados en la pronunciación de los diptongos mixtos an, am, en, em y las vocales ogonek ą y ę:
El aukštaitiano occidental, más parecido al lituano estándar, conserva tanto los diptongos como las vocales. Se subdivide a su vez en dos subdialectos:
- El subdialecto de Kaunas se habla principalmente en Suvalkija. Este subdialecto separa bastante bien las vocales largas de las cortas y acentúa adecuadamente las terminaciones de las palabras.
- El subdialecto Šiauliai se habla en una franja entre Samogitia y Aukštaitija. Este subdialecto acorta casi siempre las vocales largas sin acento (dumẽlis en lugar de dūmelis 'pequeño humo', vãgis en lugar de vagys 'ladrones', lãpu en lugar de lapų 'hojas') y desplaza la tilde del final de la palabra (ràsa en lugar de rasà 'rocío', tỹliu en lugar de tyliù 'estoy en silencio', žmònos en lugar de žmonõs 'esposas').

El aukštaitiano meridional conserva el diptongo, pero sustituye ą y ę por ų y į (žųsis en lugar de žąsis 'ganso', skįsta en lugar de skęsta 'ahoga'). Se habla sobre todo en Dzūkija y por eso se conoce como dialecto dzūkiano.
El aukštaitiano oriental sustituye los diptongos por un, um, in, im o on, om, ėn, ėm (pasumda en lugar de pasamdo 'contratación', romstis en lugar de ramstis 'apoyo'). Las vocales ogonek se sustituyen por ų, į o o, ę/ė (grųštas o groštas en lugar de grąžtas 'taladrar', grįšt en lugar de gręžti 'taladrar'). Se habla sobre todo en Aukštaitija. Se subdivide a su vez en seis subdialectos.